# Alphonse Gemuseus
Alphonse Gemuseus (Basilea, 8 de mayo de 1898-Basilea, 28 de enero de 1981) fue un jinete suizo que compitió en la modalidad de salto ecuestre. Participó en dos Juegos Olímpicos de Verano en los años 1924 y 1928, obteniendo dos medallas en París 1924, oro en individual y plata por equipos.

## Palmarés internacional
| Juegos Olímpicos | Juegos Olímpicos | Juegos Olímpicos | Juegos Olímpicos |
| Año              | Lugar            | Medalla          | Categoría        |
| ---------------- | ---------------- | ---------------- | ---------------- |
| 1924             | París (Francia)  | Medalla de oro   | Individual       |
| 1924             | París (Francia)  | Medalla de plata | Por Equipos      |